# William Henry Todd
Pour les articles homonymes, voir Todd.
William Henry Todd (1864-1932), est un constructeur naval et un philanthrope américain.
Il est né le 27 novembre 1864, fils d'un chaudronnier à Wilmington, Delaware. Il fait son apprentissage de constructeur naval au chantier naval Pusey and Jones à Wilmington. Il déménage à Brooklyn, New York en 1893 pour travailler au Brooklyn Navy Yard. Il quitte le Navy Yard en 1896 pour devenir contremaître de la Robins Dry Dock & Repair Company of Erie Basin. Il est finalement devenu président de Robins.
Il décède le 15 mai 1932.